# Isdegardes
Isdegardes is een geslacht van wantsen uit de familie van de Reduviidae (roofwantsen). Het geslacht werd voor het eerst wetenschappelijk beschreven door William Lucas Distant in 1909.

## Soorten
Het genus is monotypisch en bevat alleen de volgende soort:

- Isdegardes melanocephalus Distant, 1909